# 恩納バイパス
恩納バイパス（おんなバイパス）は沖縄県国頭郡恩納村瀬良垣から南恩納までの国道58号のバイパスである。
夏場のシーズン時における渋滞緩和のため1989年に事業化、1995年から用地買収、1997年から建設を開始し、2011年4月29日に全線暫定2車線で開通した。

## 概要
- 区間・国頭郡恩納村字瀬良垣 - 南恩納
- 実延長・5.1km
- 道路規格・第3種2級
- 設計速度・60km/h
- 車線数・4車線

## 交差する道路
- 沖縄県道88号屋嘉恩納線（南恩納交差点）